# Moritz Schlick
Moritz Schlick (Berlín, 14 d'abril del 1882 – Viena, el 22 de juny del 1936) va ser un filòsof alemany que estudià ciències físiques amb Max Planck i rebé la influència de l'epistemòleg físic Ernst Mach. Va ser un dels fundadors del positivisme lògic i del Cercle de Viena, i un dels primers filòsofs «analítics».

## Primers treballs
Mortiz Schlick pertanyia a una família acomodada de Berlin. Va estudiar física a Heidelberg, Lausana i, finalment, a la Universitat de Berlin amb Max Planck. El 1904, va presentar la seva tesi de grau «Über die Reflexion des Lichts in einer inhomogenen Schicht» («Sobre la reflexió de la llum en un mitjà no-homogeni»). El 1908, va publicar «Lebensweisheit» («La saviesa de vida»), un volum prim sobre l'eudemonisme, la teoria segons la qual la felicitat és l'objectiu ètic més alt. El seu assaig «Das Wesen der Wahrheit nach der modernen Logik» («La naturalesa de la veritat segons la lògica moderna»), va ser publicat el 1910.
Després d'escriure alguns assajos sobre estètica, Schlick va bolcar la seva atenció als problemes d'epistemologia, la filosofia de la ciència i les preguntes més generals sobre la ciència. Schlick es va destacar amb la publicació el 1915 d'un article sobre la teoria especial de la relativitat d'Einstein, exposada tan sols deu anys abans. També va publicar «Raum und Zeit in der gegenwärtigen Physik» («Espai i temps en la física moderna»), un tractat més sistemàtic de la física postnewtoniana.

## El Cercle de Viena
El 1922 Schlick va ser designat professor de Filosofia de Ciències Inductives en la Universitat de Viena, després de dos nomenaments insatisfactoris en Rostock i Kiel. En el mateix any van ocórrer dos esdeveniments que van donar forma a la resta de la seva vida: en primer lloc, un grup de filòsofs i científics –entre d'altres, Rudolf Carnap, Herbert Feigl, Kurt Gödel, Hans Hahn, Otto Neurath, i Friedrich Waismann– li van suggerir a Schlick el dur a terme reunions regulars per a discutir sobre ciència i filosofia. Inicialment es van denominar l’Associació Ernst Mach, però van ser coneguts des de llavors com el Cercle de Viena.
En segon lloc, el gran esdeveniment de 1922 va ser la publicació del «Tractatus Logico-Philosophicus» de Ludwig Wittgenstein, obra de brillantor lapidària, que proposava entre altres coses, una teoria lògica del simbolisme i una teoria del llenguatge com a imatge.
Schlick i el seu grup es van veure aclaparats per l'obra i la van convertir en tema de discussió en pràcticament cada reunió. Schlick mateix va entrar en contacte amb Wittgenstein el 1924 i va exaltar les virtuts del Tractatus respecte al seu cercle immediat. Eventualment Wittgenstein va accedir a reunir-se amb Schlick i Waismann per a discutir el Tractatus i altres idees. Per mitjà de la influència de Schlick, Wittgenstein va començar a considerar la perspectiva de tornar a la filosofia després d'uns deu anys d'absència. Se li deu en part a Schlick el que Wittgenstein comencés a redactar les reflexions que van donar després lloc a les seves Investigacions Filosòfiques. Les discussions de Schlick i de Waismann amb Wittgenstein van continuar fins que aquest últim es va adonar que les seues idees havien sigut utilitzades (i malinterpretades) sense el seu consentiment en un assaig de Carnap. Wittgenstein va continuar escrivint-se amb Schlick, però la seva vinculació formal amb el Cercle de Viena va acabar el 1932.
Schlick havia estat treballant en el seu «Allgemeine Erkenntnislehre» («Teoria General del Coneixement») entre el 1918 i el 1925, i encara que desenvolupaments posteriors de la seva filosofia farien insostenibles diverses de les proposicions de la seva epistemologia, la Teoria General és, potser, la seva major obra, pel seu agut raonament contra el coneixement sintètic a priori. Aquesta crítica del coneixement sintètic a priori argumenta que les úniques veritats autoevidents a la raó són proposicions que són verdaderes per definició, com ara les proposicions de la lògica formal i de les matemàtiques. La condició de veritat de la resta de proposicions ha de ser avaluada en referència a l'evidència empírica. Si es proposa una proposició que no sigui qüestió de definició i que no pugui ser confirmada o refutada per l'evidència, es tracta per tant d'una proposició «metafísica», la qual cosa és sinònim de «sense significat». Aquest és el principi sobre el qual els membres del Cercle de Viena concordaven amb més claredat. Entre el 1926 i el 1930, Schlick va treballar per a finalitzar els seus «Fragen Der Ethik» («Problemes d'Ètica»), amb el qual va sorprendre els seus companys del Cercle, en incloure a l'ètica com una branca viable de la filosofia. També durant aquest període el Cercle va publicar «La visió científica del món», com a homenatge a Schlick. La seva forta postura antimetafísica representa el punt de vista del grup.

## Auge del nazisme i assassinat
A causa de l'ascens del nazisme a Alemanya i Àustria, molts dels membres del Cercle de Viena van emigrar cap als Estats Units i el Regne Unit. Moritz Schlick, tanmateix, va romandre treballant en la Universitat de Viena.
Quan va ser visitat per Herbert Feigl el 1935, Schlick va expressar la seva consternació pels esdeveniments a Alemanya. El 22 de juny del 1936, quan Schlick pujava les escales de la universitat per a anar a classes, un exalumne, Johann Nelböck, va desenfundar una pistola i li va disparar en el pit. Schlick va morir poc després. Nelböck va ser jutjat i sentenciat però es va convertir en una cause célèbre per al creixent sentiment antisemita de la ciutat (el fet que Schlick no fóra jueu va ser passat per alt). Nelböck va ser alliberat sota jurament poc després i es va afiliar al partit nazi austríac després de l'Anschluss.